# Anbár
Anbár je největší z 19 guvernorátů v Iráku. Jeho hlavním městem je Ramádí, dalšími významnými městy jsou Hadítha a Fallúdža. Má rozlohu 137 808 km² a v roce 2009 v něm žilo 1 451 600 obyvatel. Sousedí s guvernoráty Ninive, Saladdín, Bagdád, Babylón, Karbalá a Nadžaf, a se Sýrií, Jordánskem a Saúdskou Arábií.
Guvernorát je pojmenován podle historického města Anbár, které bylo významnou zastávkou kupců na Hedvabné stezce a jeho název znamená arabsky „skladiště“. Většinu obyvatel tvoří sunnité z beduínského klanu Dulajmů. Území vyplňuje převážně Syrská poušť s aridním podnebím a průměrné srážky se pohybují okolo 115 mm za rok. Nejvyšší horou je s 800 metry Anza pobíž jordánských hranic. Ve východní částí guvernorátu se nachází úrodné oblast podél řeky Eufrat. Pěstuje se zde pšenice a brambory, těží se síra, fosfáty a zlato. V regionu byly také objeveny zásoby ropy.
Za války v Iráku byl Anbár a obzvláště Fallúdža centrem ozbrojeného odporu proti americkým jednotkám. Později oblast ovládla pragmatická koalice kmenových milic Synové Iráku, které se podařilo situaci dočasně stabilizovat. V letech 2015 až 2017 zde mezi iráckou armádou a Islámským státem probíhaly další boje, známé jako anbárská kampaň. 
Objevil se návrh na řešení humanitární krize v Pásmu Gazy přesídlením části obyvatel na území guvernorátu Anbár, což však Irák odmítl.